# دفنة

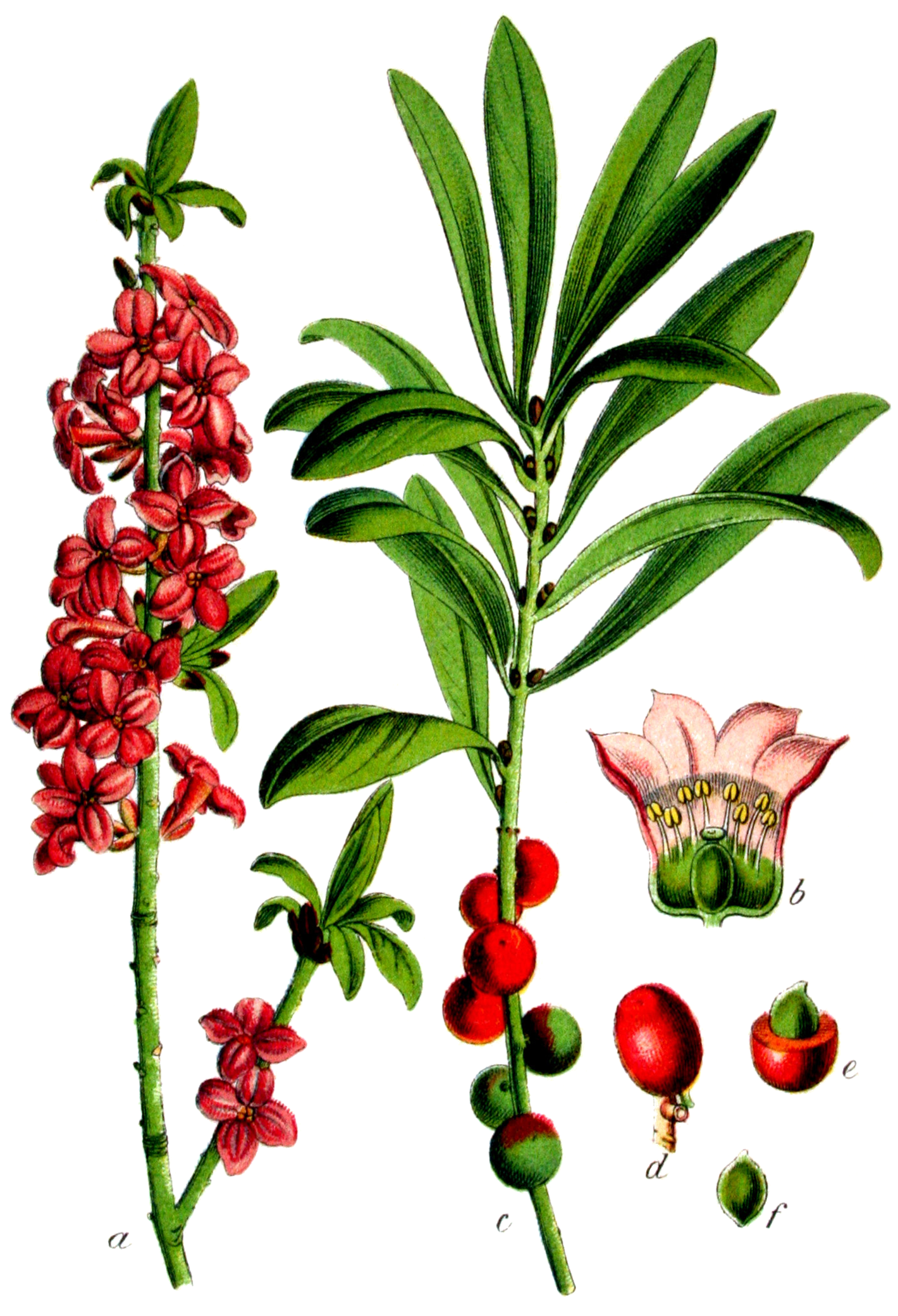

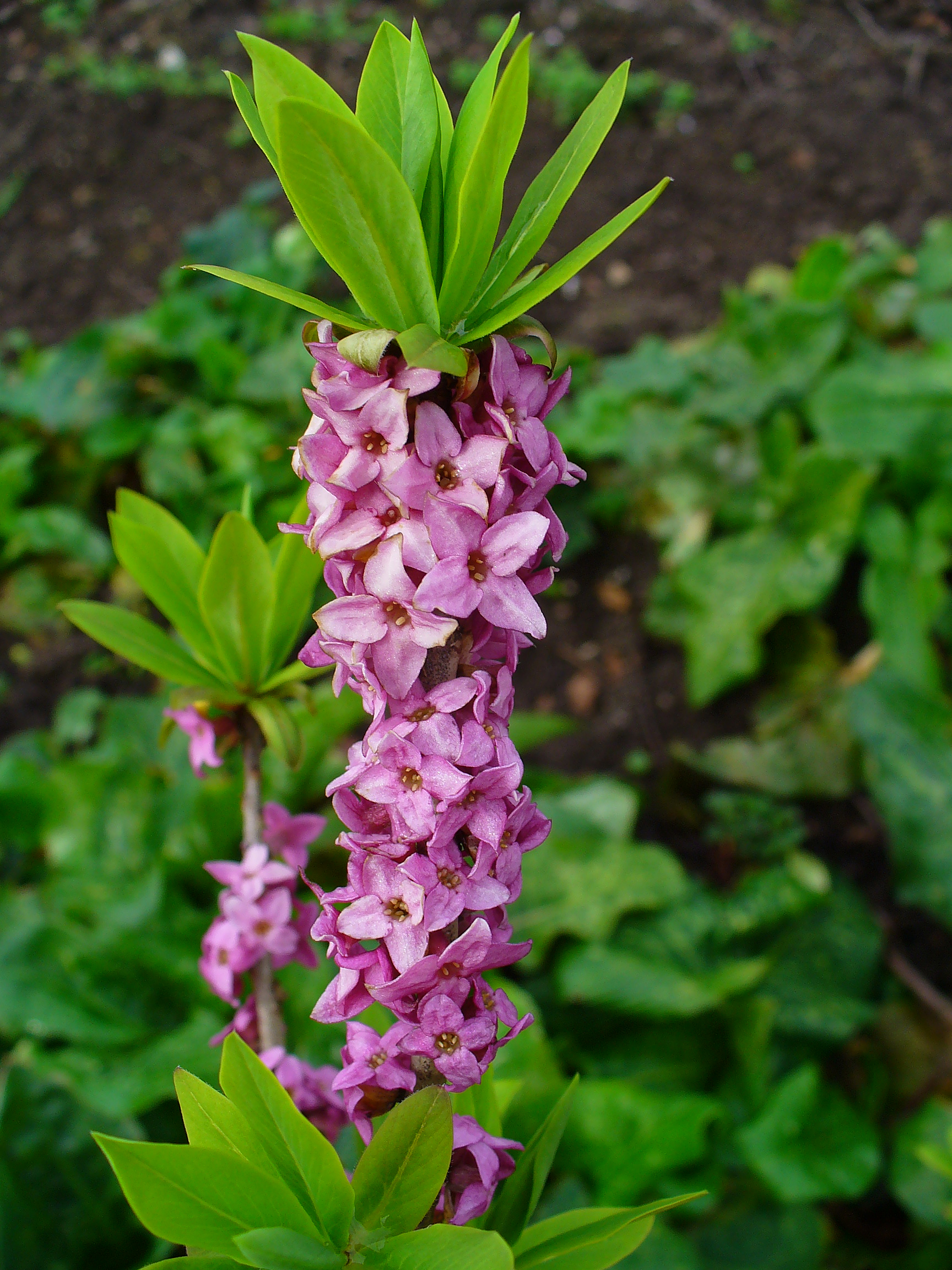

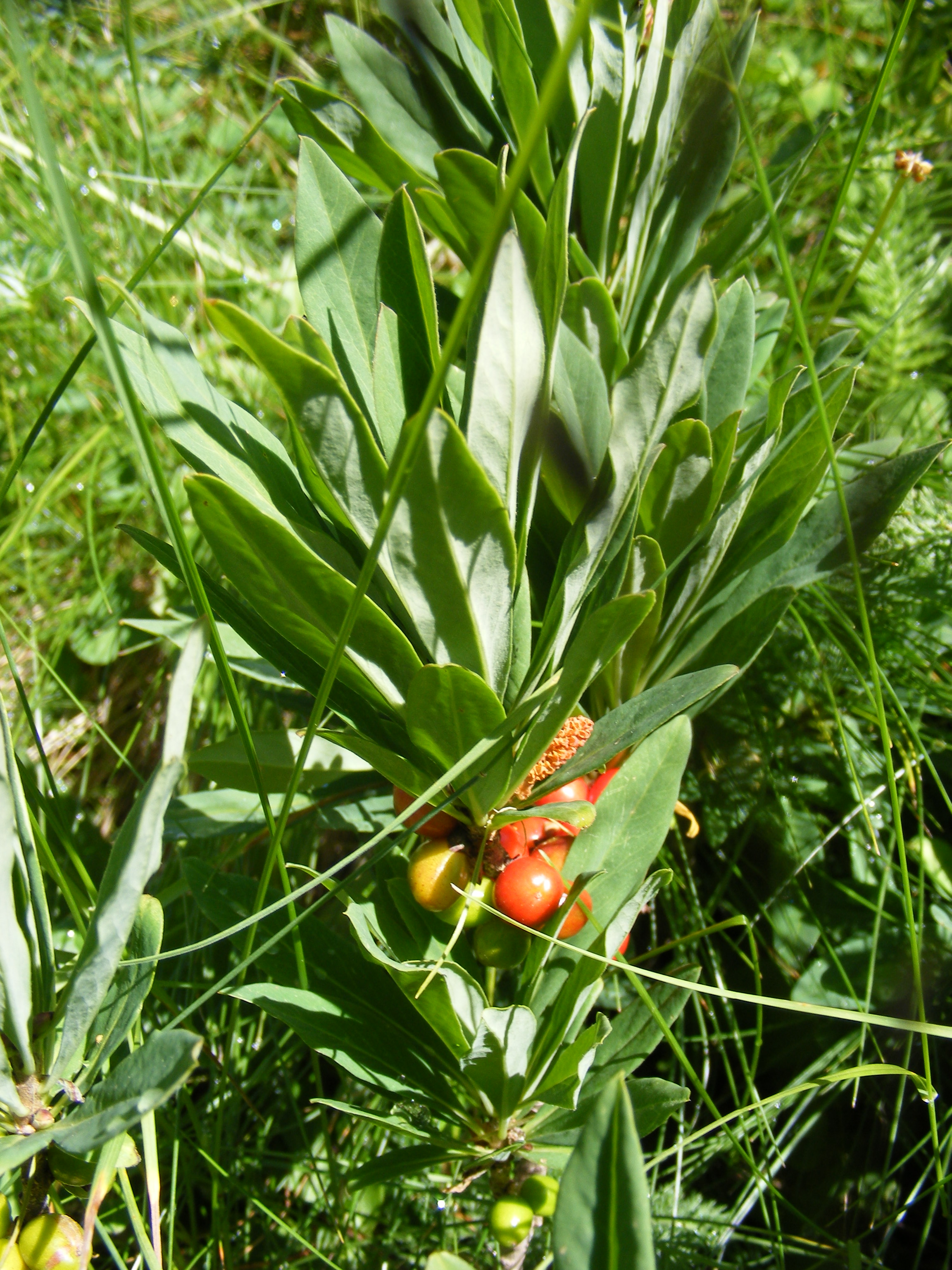

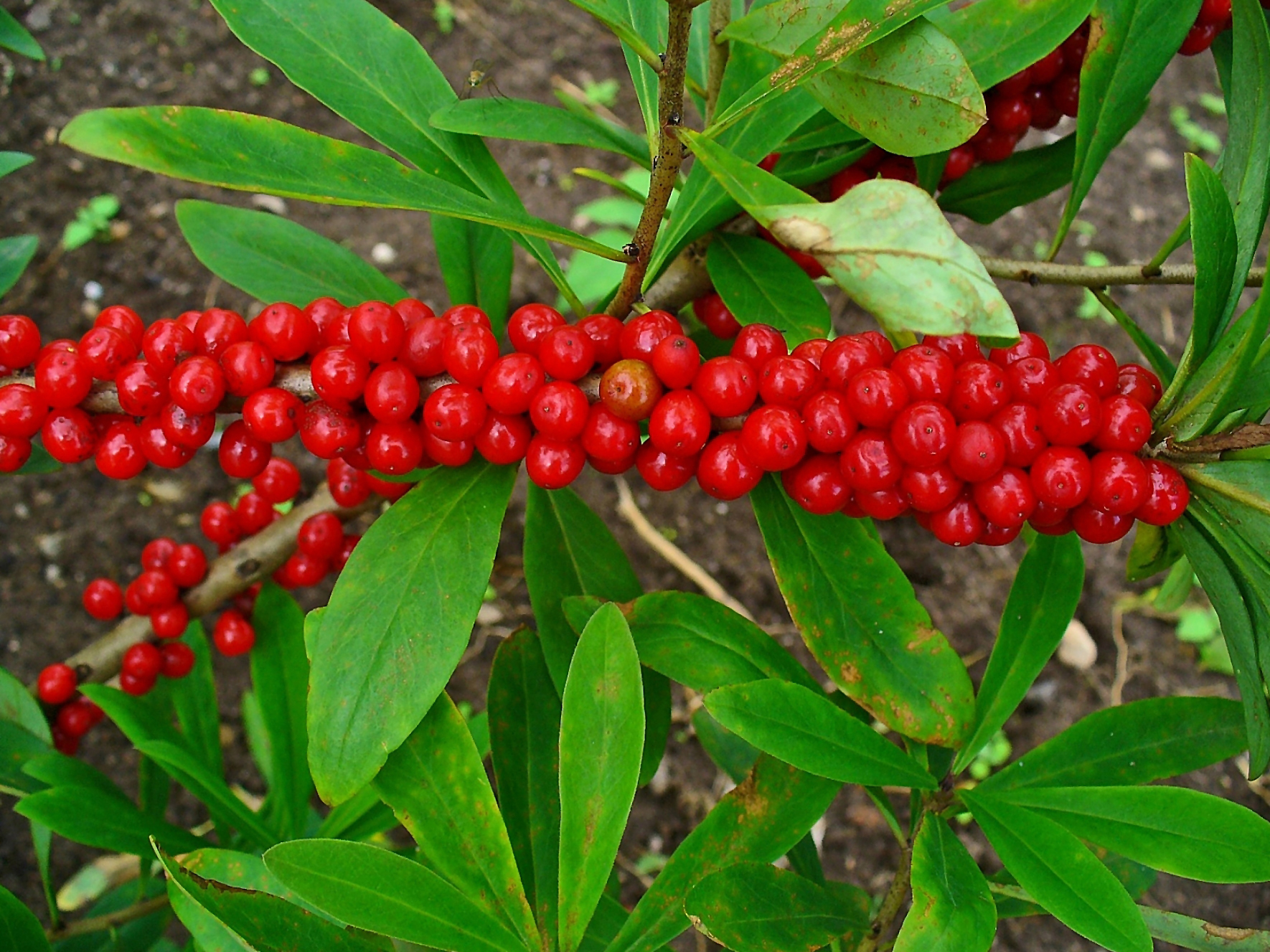

الدَّفْنَة (الاسم العلمي: Daphne) هي جنس من النباتات يتبع الفصيلة المثنانية من رتبة الخبازيات.

## من أنواع الدفنة
- دفنة اسكويرولية
- دفنة اليشانية
- دفنة إبطية
- دفنة ألبية
- دفنة ألطاوية
- دفنة آسية
- دفنة بالنسية
- دفنة بديعة
- دفنة برتقالية
- دفنة بنطسية
- دفنة جدباء
- دفنة حريرية
- دفنة ذات رائحة
- دفنة زيتونية
- دفنة مازريونية
- دفنة مختصرة
- دفنة مخططة
- دفنة بترائية
- دفنة بردية
- دفنة بسيطة
- دفنة حادة الفلقات
- دفنة رودريغيزية
- دفنة ستابفية
- دفنة سولية
- دفنة شجيرية
- دفنة صغيرة
- دفنة صفصافية
- دفنة ضئيلة
- دفنة طوروسية
- دفنة طويلة الفلقات
- دفنة غليظة الأوراق
- دفنة فورموزية
- دفنة قوقازية
- دفنة كامشاتكية
- دفنة كبيرة الأزهار
- دفنة كتانية
- دفنة كورية
- دفنة لوزونية
- دفنة متجمعة
- دفنة مكنسية
- دفنة موريتانية
- دفنة مؤنفة
- دفنة ميابينية
- دفنة نابولية
- دفنة هشة الأزهار
- دفنة هيكوية
- دفنة ياسمينية
- دفنة تنوبية
- دفنة جيزوية
- دفنة حصالبانية
- دفنة منقارية الثمار
- دفنة هجينة
- دفنة ثلاثية الأقسام
- دفنة شامبيونية
- دفنة قصيرة الأنبوب
- دفنة مازريونية زائفة
- دفنة مبرعمة

## صور

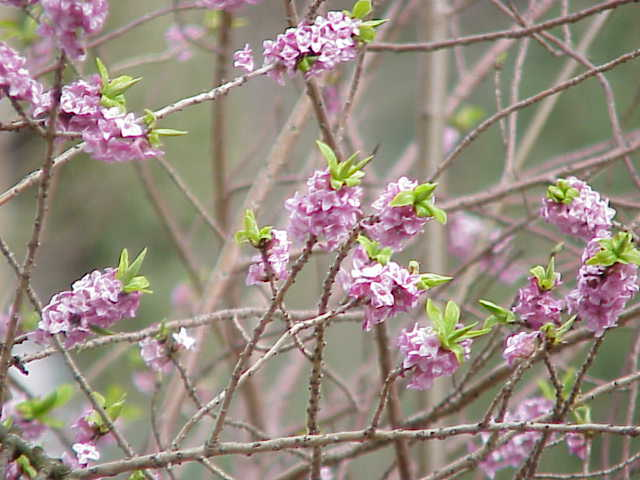
أزهار الدفنة المازريونية
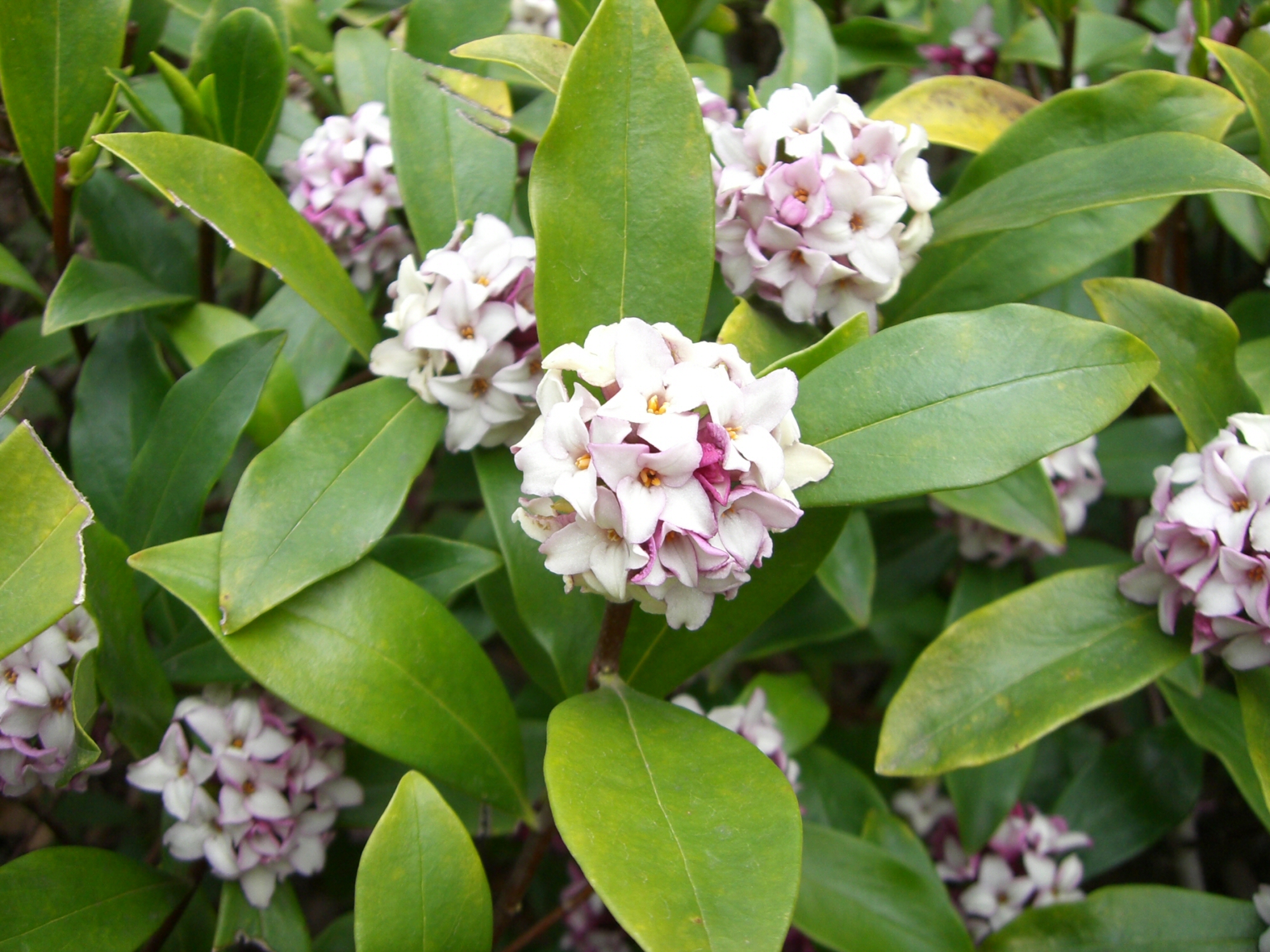
أزهار الدفنة ذات رائحة
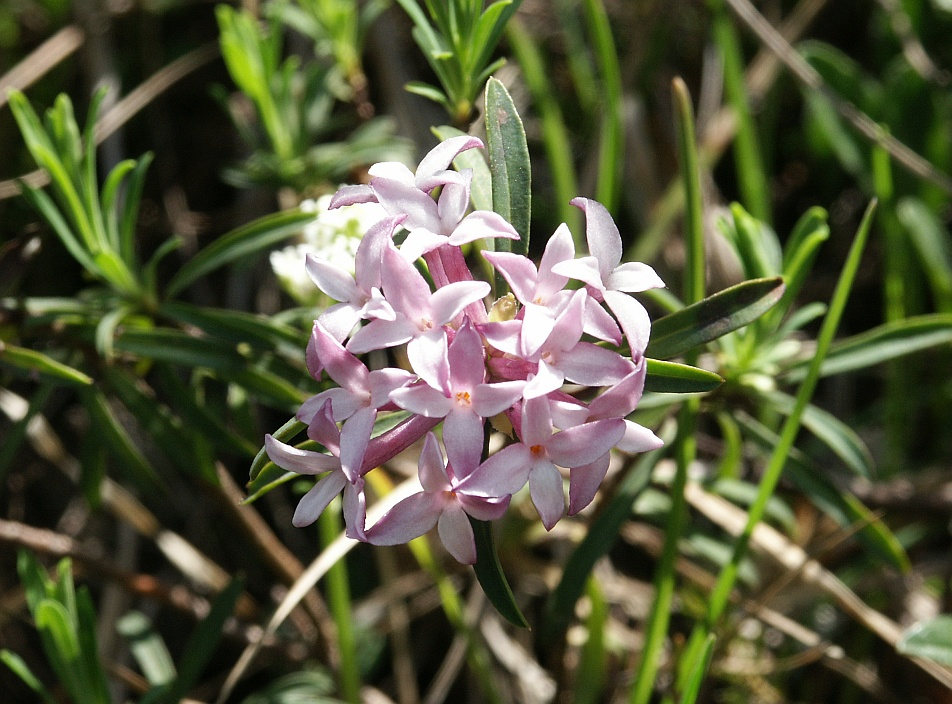
أزهار الدفنة المخططة